# Plav (České Budějovice)
Plav é uma comuna checa localizada na região da Boêmia do Sul, distrito de České Budějovice.